# Бершадская мебельная фабрика
Бершадская мебельная фабрика — предприятие деревообрабатывающей промышленности в городе Бершадь Бершадского района Винницкой области Украины.

## История
После окончания гражданской войны в посёлке Бершадь (который стал центром Бершадского района) началось восстановление хозяйства. Уже в 1921 году местные ремесленники объединились в несколько артелей, одной из которых стала артель столяров.
Изначально, это была небольшая мастерская, в которой работали несколько ремесленников, изготавливавших в основном телеги и брички.
В ходе индустриализации 1930-х годов ранее существовавшие мелкие ремесленные артели были объединены в шесть промышленных артелей, одна из которых в дальнейшем получила дополнительное оборудование и инструменты, была реорганизована в мебельную фабрику и освоила выпуск мебели.
В ходе Великой Отечественной войны 29 июля 1941 года Бершадь оккупировали немецко-румынские войска. С приближением к населённому пункту линии фронта оккупанты начали разрушение райцентра, они успели сжечь ряд зданий и разрушить часть промышленных предприятий, но благодаря усилиям подпольщиков деревообрабатывающее производство удалось спасти от уничтожения. 14 марта 1944 года советские войска освободили Бершадь.
Вскоре фабрика была восстановлена и возобновила работу. В первые послевоенные годы работники фабрики активно участвовали в стахановском движении. В дальнейшем, фабрика была реконструирована и превращена в крупное предприятие. В начале 1970-х годов она изготавливала мебель для квартир и предприятий общественного питания на сумму 2 млн. рублей в год.
В целом, в советское время мебельная фабрика входила в число ведущих предприятий райцентра.
После провозглашения независимости Украины государственное предприятие было преобразовано в коллективное предприятие.
В сентябре 2002 года хозяйственный суд Винницкой области возбудил дело о банкротстве мебельной фабрики.

## Деятельность
В последние годы основной продукцией фабрики являлись столы, стулья, паркет и деревянные строительные детали.